# Ignatius Paul Pinto
Ignatius Paul Pinto (Bantval, 18 de maio de 1925 – Bangalor, 8 de fevereiro de 2023) foi Arcebispo Sênior de Bangalor.
Inácio Paulo Pinto foi ordenado sacerdote em 24 de agosto de 1952.
João Paulo II o nomeou bispo de Shimoga em 14 de novembro de 1988. O Arcebispo de Bangalore Alphonsus Mathias o ordenou bispo em 31 de janeiro do ano seguinte; Os co-consagradores foram João Batista Sequeira, Bispo de Chikmagalur, e Maxwell Valentine Noronha, Bispo de Calecute.
Em 10 de setembro de 1998 foi nomeado Arcebispo de Bangalore. Em 22 de julho de 2004, o Papa João Paulo II aceitou sua aposentadoria.
Morreu em 8 de fevereiro de 2023 em Bangalor.